# 서직 윤곽
서직 윤곽(Sérsic 輪廓 ← Sérsic profile)은 은하의 휘도 {\displaystyle I}가 은하 중심으로부터의 거리 {\displaystyle R}에 따라 어떻게 달라지는지 기술한 것이다. 드 보클레르 윤곽의 일반화로, 서직 윤곽에 n=4를 대입하면 드 보클레르 윤곽이 된다. 아르헨티나의 천문학자 호세 루이스 서직이 1963년 논문에서 발표했으며, 그의 이름이 붙었다.

## 정의
서직 윤곽의 식은 다음과 같다.
{\displaystyle \ln \ I(R)=\ln \ I_{0}-kR^{1 \over n},}
이때 {\displaystyle I_{0}}은 {\displaystyle R=0}, 즉 은하 중심에서의 휘도.
{\displaystyle I_{0}} 대신 {\displaystyle I_{e}}(유효반경 {\displaystyle R_{e}}에서의 휘도)를 사용해서 쓰면
{\displaystyle I(R)=I_{e}\exp \left[-k\left(\left({R \over R_{e}}\right)^{1 \over n}-1\right)\right]}
변수 {\displaystyle n}은 "서직 지수"(Sérsic index)라고 하며, 윤곽을 그래프로 그렸을 때 그래프의 만곡률을 조정한다. {\displaystyle n} 값이 작을수록 중심에의 집중도가 떨어지고 반지름이 작을 때의 로그곡선이 완만해진다. 반지름이 작을 때 서직 윤곽은 다음 로그식으로 나타낼 수 있다.
{\displaystyle {\frac {\mathrm {d} \ln I}{\mathrm {d} \ln R}}=-\left({k \over n}\right)R^{1 \over n}.}

## 응용
대부분의 은하는 ½ < n < 10 범위 안에서 서직 윤곽을 만족한다. n 값은 은하의 크기와 광도에 상관이 있는데, 크고 밝은 은하일수록 n이 커지는 경향이 있다.
n = 4를 대입하면 드보쿨뢰르 윤곽이 되며,
{\displaystyle I(R)\propto e^{-kR^{1/4}}}
이것은 타원은하에 잘 맞는다.
n = 1을 대입하면 지수 윤곽(exponential profile)이 되며,
{\displaystyle I(R)\propto e^{-kR}}
이것은 나선은하의 원반과 왜소타원은하에 잘 맞는다.

## 같이 보기
- 타원은하
- 은하팽대부